# Slim Chihi
Slim Chihi – tunezyjski zapaśnik walczący w stylu wolnym. Brązowy medalista mistrzostw Afryki w 2009 i drugi na mistrzostwach Afryki juniorów w 2009 roku.